# Đội tuyển bóng đá quốc gia Pháp
Đội tuyển bóng đá quốc gia Pháp (tiếng Pháp: Équipe de France de football) là đội tuyển đại diện cho Pháp ở môn bóng đá nam quốc tế và được quản lý bởi Liên đoàn bóng đá Pháp. Biệt danh của đội tuyển là Les Bleus.
Là một trong những đội tuyển thành công nhất thế giới, Pháp đã giành được hai FIFA World Cup, hai UEFA Euro, hai FIFA Confederations Cup, một CONMEBOL–UEFA Cup of Champions và một danh hiệu UEFA Nations League. Pháp đã trải qua nhiều thành công trong ba thời kỳ khác nhau: lần lượt vào những năm 1980, cuối những năm 1990/đầu những năm 2000 và cuối những năm 2010, dẫn đến nhiều danh hiệu lớn. Pháp là một trong bốn đội châu Âu tham dự World Cup khai mạc năm 1930. Hai mươi tám năm sau, đội do Raymond Kopa và Just Fontaine dẫn dắt đã về đích ở vị trí thứ ba tại Giải vô địch bóng đá thế giới 1958 .
Năm 1984, dưới sự dẫn dắt của người từng ba lần giành Quả bóng vàng Michel Platini, Pháp đã vô địch UEFA Euro 1984 (danh hiệu chính thức đầu tiên), một CONMEBOL–UEFA Cup of Champions (1985) và lọt vào hai trận bán kết World Cup khác (1982 và 1986). Tuy nhiên, Pháp chỉ bắt đầu đạt đến đỉnh cao từ những năm 1990 trở đi, với việc thành lập INF Clairefontaine.
Dưới chiếc băng đội trưởng của Didier Deschamps, và với Zinedine Zidane trên sân, Les Bleus đã vô địch FIFA World Cup vào năm 1998 và đăng quang tại UEFA Euro 2000. Họ cũng giành được Cúp Liên đoàn các châu lục vào năm 2001 và 2003. Ba năm sau, Pháp lọt vào trận chung kết FIFA World Cup 2006, nơi họ thua 5–3 trên chấm phạt đền trước Ý. Một thập kỷ sau, đội lọt vào trận chung kết UEFA Euro, nơi họ thua Bồ Đào Nha 1–0 trong hiệp phụ. Hai năm sau, Pháp vô địch FIFA World Cup 2018, danh hiệu thứ hai trong giải đấu đó, đánh bại Croatia 4–2 trong trận chung kết vào ngày 15 tháng 7 năm 2018. Cuối cùng, đội tuyển Pháp đã trở thành đội tuyển quốc gia châu Âu đầu tiên vô địch tất cả các giải đấu cấp cao của FIFA và liên đoàn sau khi giành chức vô địch UEFA Nations League vào tháng 10 năm 2021.

## Lịch sử

### Những năm đầu

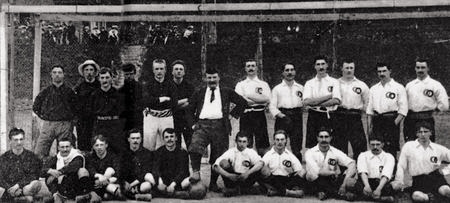
Pháp đối đầu Bỉ năm 1904 trong trận đấu đầu tiên của đội

Sự ra đời của đội tuyển bóng đá Pháp gắn liền với sự ra đời của Liên đoàn bóng đá thế giới (FIFA) vào năm 1904. Tính từ thời điểm đó, các trận đấu quốc tế được tổ chức dưới sự điều hành của FIFA. Trước thời điểm năm 1904, một số trận đấu tập hợp các cầu thủ Pháp xuất sắc nhất cũng được tổ chức, đa phần dưới phiên hiệu của Liên hiệp các hiệp hội thể thao Pháp (Union des sociétés françaises de sports athlétiques - USFSA). Năm trận đấu quốc tế giữa tuyển USFSA với các đội tuyển Bỉ và Anh nghiệp dư đã được tổ chức từ năm 1900 cho đến năm 1904, với chiến thắng 6-2 trước tuyển Bỉ và 4 thất bại trước đội bóng Anh Quốc. Đại diện cho Pháp tại Thế vận hội Mùa hè 1900, là tuyển USFSA gồm các cầu thủ thuộc câu lạc bộ Club français. Đội giành huy chương bạc.
Đội tuyển bóng đá Pháp thi đấu trận đấu chính thức đầu tiên vào ngày mùng 1 tháng 5 năm 1904 và thủ hòa 3 - 3 với đội tuyển Bỉ. Ba cầu thủ ghi bàn đầu tiên trong lịch sử đội tuyển Pháp là Louis Mesnier, Marius Royet và Gaston Cyprès. Năm 1905, đội thi đấu trận đầu tiên trên sân nhà trước tuyển Thụy Sĩ, và giành chiến thắng đầu tiên. Những năm tiếp sau đó đội có những thành tích ít vẻ vang hơn, đặc biệt với hai trận đại bại trước tuyển Đan Mạch cách nhau có 3 ngày (0-9 rồi 1-17) tại Thế vận hội Luân Đôn. Dù không được FIFA công nhận chính thức từ ngày mùng 7 tháng 6 năm 1908, USFSA vẫn còn được phép tổ chức đội tuyển chuẩn bị cho Thế vận hội Mùa hè 1908. Hội cử hai đội Pháp A và B sang London. Luật khi đó cho phép mỗi quốc gia cử hai đội đại diện, nhưng chỉ có Pháp dùng tới quyền này. 44 cầu thủ Pháp tới London trong tình trạng mệt mỏi sau chuyến đi dài bằng tàu hỏa và tàu thủy và tới đúng sáng ngày thi đấu mới tới nơi. Kết quả là hai trận thảm hại (được tính là trận đấu thứ 11 và 12 trong lịch sử đội tuyển Pháp). Kể từ trận gặp Bỉ ngày 9 tháng 5 năm 1908, Ủy ban liên hiệp hội Pháp (Comité français interfédéral - CFI) quản lý đội tuyển và là tổ chức duy nhất được  FIFA công nhận. Những năm tiếp theo CFI không thống nhất được với USFSA, tổ chức vốn là một trong những thành viên sáng lập của Ủy ban Olympic Quốc tế (IOC), để cử một đội tuyển Pháp đi dự Thế vận hội năm 1912. Pháp đành tuyên bố bỏ cuộc.
Nhưng USFSA cũng buộc phải tái tổ chức những năm sau đó, trở thành một thành viên bán trực thuộc CFI từ năm 1913. Thế chiến thứ nhất bùng nổ làm gián đoạn các hoạt động thi đấu thể thao, trong số các tuyển thủ Pháp ra chiến tuyến, có tổng cộng 17 người hy sinh ngoài mặt trận.
Hòa bình lập lại, CFI trở thành Liên đoàn bóng đá Pháp ("Fédération Française de Football") từ năm 1919. USFSA cũng sáp nhập vào liên đoàn kể từ năm 1921. Từ đây chấm dứt tranh cãi liệu đội đại diện cho nước Pháp có phải là Đội tuyển bóng đá quốc gia Pháp hay chỉ là một đội tuyển các cầu thủ thuộc quyền quản lý của liên đoàn này hay liên đoàn kia.
Để chuẩn bị cho Thế vận hội Mùa hè 1924 được tổ chức tại Paris. Sau một chuỗi trận toàn thua, đội đã quyết định thuê một huấn luyện viên người Anh, ông Charles Griffiths, về huấn luyện đội. Griffiths ngay lập tức bị chỉ trích kịch liệt vì gọi lên đội tuyển nhiều cầu thủ đang đầu quân cho các câu lạc bộ ở tỉnh. Trong khi việc đó là hoàn toàn có lý, khi cùng năm đó, hai đội bóng bước lên hai ngôi vị cao nhất bóng đá Pháp là hai đội bóng không của thủ đô: Olympique de Marseille và FC Cette.
Bước vào Thế vận hội Mùa hè 1924, sau lễ bốc thăm, Pháp không phải đấu vào một mà được vào thẳng vòng 16 đội. Tuyển Pháp tại vòng đấu này hạ Đội tuyển bóng đá quốc gia Latvia với tỉ số 7-0, trước khi thúc thủ trước đội sau đó giành huy chương vàng là Uruguay với tỉ số 1-5..
Bốn năm sau đó, tại Thế vận hội Mùa hè 1928, đội cũng không vượt qua vòng đấu đầu tiên khi để thua Ý với tỉ số 3-4.

### Thập niên 1930

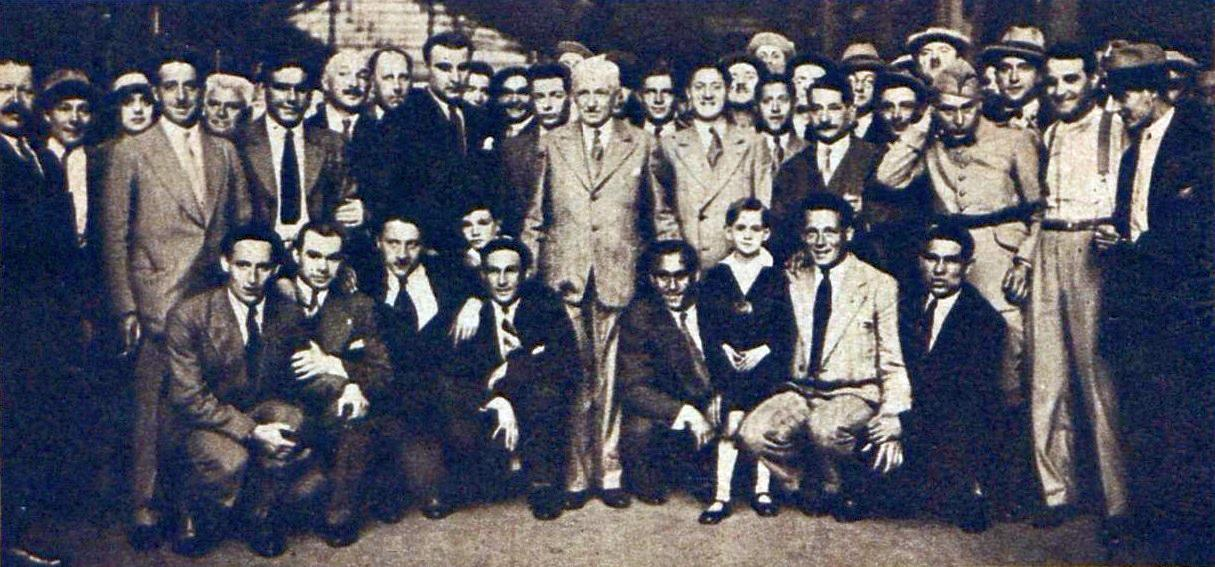
Jules Rimet và đội tuyển bóng đá Pháp lên đường tham dự World Cup ở Montevideo năm 1930.

Đội tuyển Pháp là một trong 13 đội bóng tham dự giải vô địch bóng đá thế giới đầu tiên được tổ chức năm 1930 tại Uruguay (tiền đạo Lucien Laurent  là cầu thủ đầu tiên ghi bàn tại một kỳ World Cup trong trận gặp Mexico). Đội không vượt qua vòng bảng: với thành tích thắng Mexico 4-1 nhưng để thua hai trận kế tiếp cùng với tỉ số 0-1 trước Argentina và Chile.
Năm sau đó, đội có hai chiến thắng ấn tượng, đầu tiên là đánh bại tuyển Đức với tỉ số 1-0, sau đó là quật ngã Anh với tỉ số đậm 5-2 vào ngày 14 tháng 5 năm 1931.
Đến World Cup 1934, giải thi đấu theo thể thức loại trực tiếp, theo bốc thăm ở vòng 1, Pháp sẽ gặp tuyển Áo, một trong những ứng cứ viên của giải. Trận đấu diễn ra vào ngày 27 tháng 5 năm 1934, Pháp chỉ chịu thua với tỉ số 2-3 sau hai hiệp phụ. Khi đội về tới Paris, gần 4.000 người đã tụ tập đón đội · .
Cầu thủ da màu đầu  tiên, Raoul Diagne, lần đầu tiên khoác áo đội vào năm 1931. Cầu thủ gốc Bắc Phi đầu tiên thi đấu cho tuyển Pháp là tiền vệ tổ chức người Maroc Larbi Ben Barek. Raoul Diagne và Larbi Ben Barek thi đấu cùng nhau trong trận đấu nổi tiếng gặp tuyển Ý ngày 4 tháng 12 năm 1938. Đội tuyển Pháp " black, blanc, beur " - " đen, trắng, Ả Rập " ra đời vào ngày hôm đó.

### Thế hệ vàng thập niên 1950
Những năm 1950 chứng kiến Pháp trình làng thế hệ vàng đầu tiên của mình bao gồm các cầu thủ như Just Fontaine, Raymond Kopa, Jean Vincent, Robert Jonquet, Maryan Wisnieski, Thadée Cisowski, và Armand Penverne. Tại World Cup 1958, Pháp vào đến vòng bán kết và thua Brazil. Trong trận đấu tranh hạng ba, Pháp đánh bại Tây Đức 6-3 với 4 bàn thắng của Fontaine, người đã giành danh hiệu vua phá lưới giải đấu với số bàn thắng lên tới con số 13, một kỷ lục của World Cup vẫn đứng vững đến hiện nay. Pháp làm chủ nhà Giải vô địch bóng đá châu Âu năm 1960 và lại đến vòng bán kết. Trong vòng này, Pháp phải đối mặt với Nam Tư và bị thua ngược 5-4 dù đã dẫn trước  4-2 đến phút 75. Trong trận đấu tranh hạng ba, Pháp bị Tiệp Khắc đánh bại 2-0.

### Khủng hoảng những năm 1960 - 70
Những năm 1960 và 70 chứng kiến sự thoái trào đáng kể của bóng đá Pháp khiến họ bị loại khỏi nhiều giải đấu quốc tế. Ngày 25 tháng 4 năm 1964, Henri Guérin đã chính thức trở thành huấn luyện viên. Dưới thời Guérin, Pháp không vượt qua vòng loại World Cup 1962 và Euro 1964. Họ lọt vào vòng chung kết World Cup 1966 nhưng phải về nước ngay sau vòng bảng của giải đấu. Guérin bị sa thải sau World Cup này. Ông được thay thế bởi José Arribas và Jean Snella. Thời đại của bộ đôi huấn luyện viên này chỉ kéo dài trong bốn trận đấu và họ được thay thế bởi cựu cầu thủ quốc tế Just Fontaine, người chỉ huấn luyện cho đội hai trận. Louis Dugauguez kế tục nhưng cũng không đưa Pháp vượt qua vòng loại World Cup 1970. Sau khi Dugauguez bị sa thải, Georges Boulogne lên nắm quyền và cũng bị sa thải sau thất bại tại vòng loại World Cup 1974 và được thay thế bằng huấn luyện viên người Rumani Stefan Kovacs, người nước ngoài đầu tiên và duy nhất huấn luyện đội tuyển quốc gia thời điểm đó. Kovács cũng gây thất vọng khi không thể đưa Pháp đến World Cup 1974 và Euro 1976. Sau hai năm huấn luyện, ông bị sa thải và được thay thế bằng Michel Hidalgo.

### Thế hệ vàng thập niên 1980

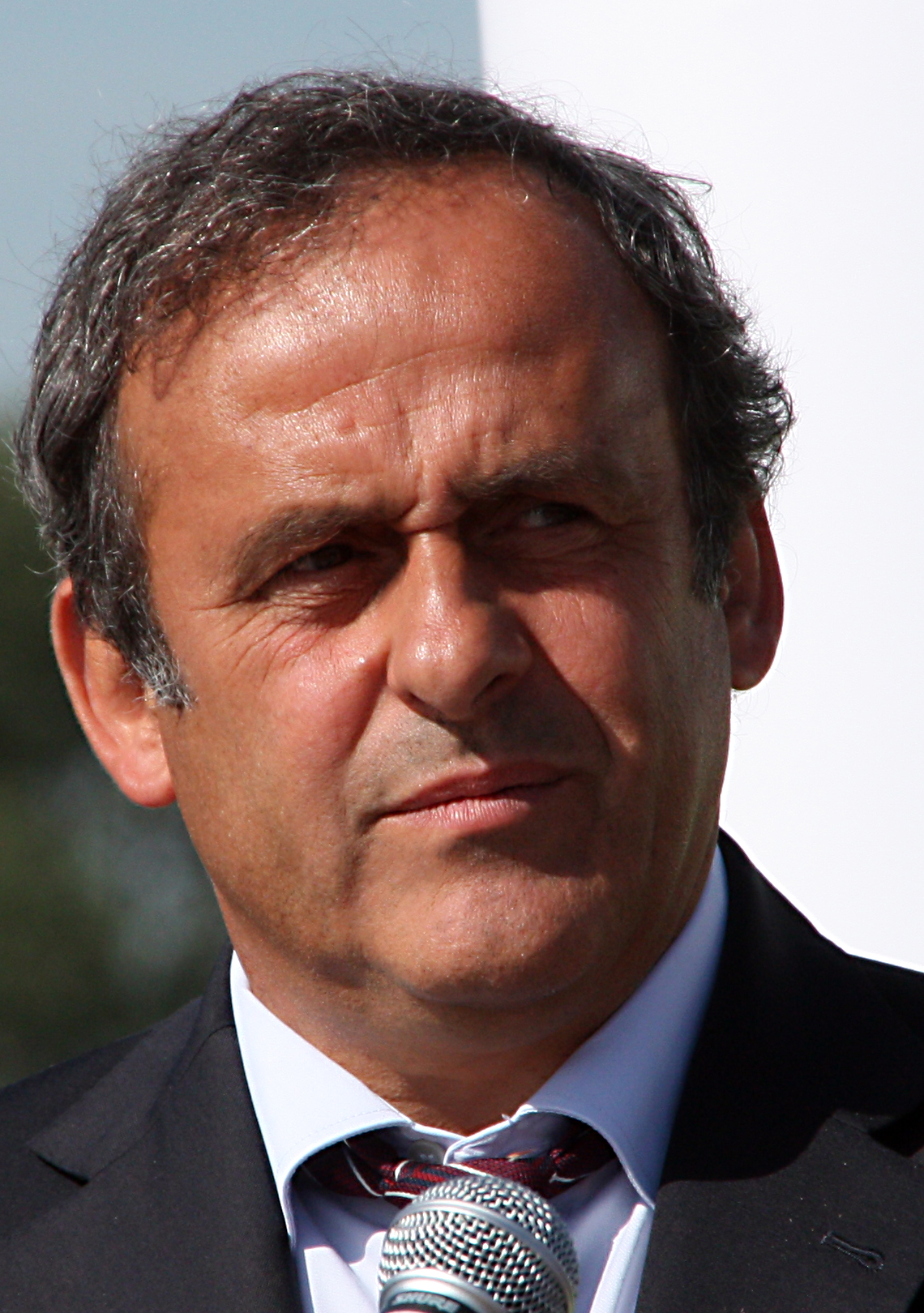
Michel Platini là đội trưởng trong đội hình tuyển Pháp vô địch Euro 1984.

Dưới thời Hidalgo, Pháp phát triển mạnh mẽ, chủ yếu là do sự tỏa sáng của tiền vệ Michel Platini, người cùng với Jean Tigana, Alain Giresse, và Luis Fernández hình thành nên "Hình vuông ma thuật", làm ám ảnh nhiều hàng phòng thủ đối phương, bắt đầu từ World Cup 1982, nơi mà Pháp lọt đến vòng bán kết và chỉ thua cay đắng trên chấm phạt đền trước đối thủ Tây Đức. Trận bán kết giữa Pháp và Đức năm 1982 được coi là một trong những trận đấu lớn nhất trong lịch sử World Cup. Pháp lần đầu có được danh hiệu quốc tế 2 năm sau đó, với chức vô địch Euro 1984, giải đấu mà họ tổ chức trên sân nhà. Dưới sự dẫn dắt của Platini, người đã ghi 9 bàn thắng tại giải, Pháp đánh bại Tây Ban Nha 2-0 trong trận chung kết với hai bàn thắng của Platini và Bruno Bellone. Sau chức vô địch Euro, Hidalgo rời đội và được thay thế bởi cựu tuyển thủ quốc tế Henri Michel. Pháp sau này hoàn thành hat-trick khi họ giành huy chương vàng tại Thế vận hội mùa hè 1984, một năm sau đó, Pháp đánh bại Uruguay 2-0 để giành Cúp Artemio Franchi, tiền thân của Siêu cúp Liên lục địa CONMEBOL–UEFA. Trong thời gian một năm, Pháp đã sở hữu ba trong số bốn danh hiệu quốc tế lớn. Tại World Cup 1986, Pháp là một ứng cử viên rất nặng ký và một lần nữa, ở kỳ World Cup thứ hai liên tiếp, lại lọt đến vòng bán kết, nơi họ phải đối mặt với Tây Đức. Một lần nữa, họ lại để thua 0-2. Chiến thắng 4-2 trước Bỉ đã giúp Pháp có được vị trí thứ ba.

### Thế hệ vàng thập niên 1990 - 2000

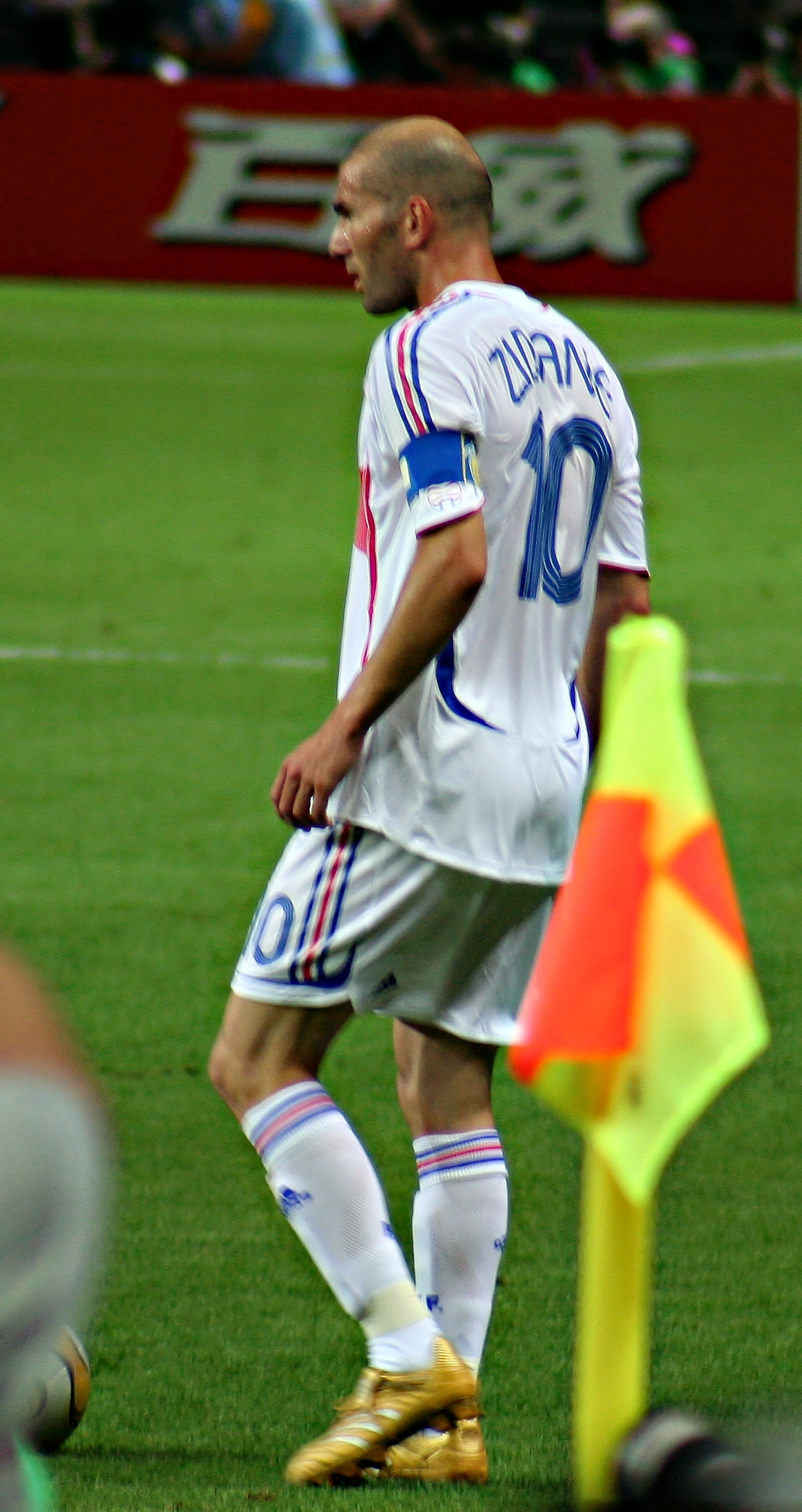
Zinedine Zidane là nhân tố quan trọng nhất trong thành công của thế hệ vàng 1990

Năm 1988, Liên đoàn bóng đá Pháp mở Học viện bóng đá quốc gia Clairefontaine. Năm tháng sau khi Clairefontaine mở của, huấn luyện viên Henri Michel bị sa thải sau khi không đưa được đội đến Giải vô địch bóng đá thế giới 1990. Người thay thế là huyền thoại Platini, đã đưa Pháp đến Euro 1992 sau khi toàn thắng ở vòng loại. Mặc dù đã có chuỗi 19 trận bất bại trước đó, Pháp bị loại ở vòng bảng sau khi thúc thủ trước Đan Mạch 1-2 trong trận đấu cuối cùng. Một tuần sau khi kết thúc giải đấu, Platini từ chức và được thay thế bằng người trợ lý Gérard Houllier của mình. Dưới thời Houllier, Pháp và những cổ động viên của họ đã trải qua một thảm kịch đau lòng sau khi họ gần như đã đủ điểm tham dự World Cup 1994, và chỉ cần giành 1 điểm trong 2 trận đấu trên sân nhà trước Israel và Bulgaria là hoàn thành mục tiêu vượt qua vòng loại. Tuy nhiên, trong trận đấu với Israel, Pháp đã thua 2-3, và trong trận gặp Bulgaria, đội lại thua ngược 1-2. Houllier đã phải ra đi và trợ lý của ông là Aimé Jacquet đã được bổ nhiệm với sứ mệnh dẫn dắt đội bóng tại World Cup 1998, nơi Pháp làm chủ nhà.

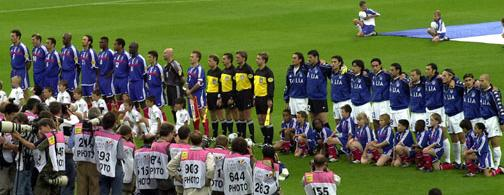
Pháp đối đầu Ý tại chung kết giải vô địch bóng đá châu Âu 2000

Để thay đổi một đội tuyển Pháp rệu rã đã vắng mặt hai kỳ World Cup liên tiếp, Jacquet thẳng tay loại bỏ nhiều cựu binh như Eric Cantona để nhường chỗ cho các tuyển thủ trẻ, tiêu biểu là Zinedine Zidane. Kể từ đó, bóng đá Pháp bắt đầu xuất hiện một thế hệ vàng gặt hái rất nhiều thành công. Đội đã lọt tới trận bán kết của Euro 1996, nơi họ chỉ chịu thua 6-5 trên chấm phạt đền trước Cộng hòa Séc. Và trong giải đấu lớn tiếp theo là World Cup 1998, Jacquet cuối cùng đã dẫn dắt Pháp đến vinh quang khi đánh bại đương kim vô địch Brasil 3-0 trong trận chung kết tại Stade de France, qua đó giúp người Pháp có chức vô địch thế giới lần đầu tiên trong lịch sử. Jacquet rút lui sau chiến thắng tại World Cup và đã được kế tục thành công bởi trợ lý Roger Lemerre, người đã đưa Pháp giành được chức vô địch châu Âu lần thứ hai tại Euro 2000. Được dẫn dắt bởi danh thủ Zidane, Pháp đánh bại Ý 2-1 trong trận chung kết với bàn thắng vàng của David Trezeguet trong hiệp phụ. Đây là lần đầu tiên có một đội tuyển quốc gia có được cả hai chức vô địch World Cup và Euro cùng lúc kể từ khi Tây Đức làm được vào năm 1974, và đây cũng là lần đầu tiên một đội đương kim vô địch thế giới giành được chức vô địch châu Âu. Nhờ hai chức vô địch World Cup và Euro liên tiếp, Pháp đã lần đầu tiên nhảy lên vị trí số một trên bảng xếp hạng của FIFA.
Sau khi giành được Confederation Cup vào năm 2001, Pháp đã thâu tóm đầy đủ 3 danh hiệu quan trọng nhất của bóng đá thế giới. Thế hệ vàng của Pháp, ngoài sự xuất sắc của Zidane còn phải kể đến các danh thủ như Thierry Henry, David Trezeguet, Patrick Vieira, Didier Deschamps, Emmanuel Petit, Lilian Thuram, Bixente Lizarazu, Laurent Blanc, Youri Djorkaeff, Robert Pirès, Fabien Barthez và một số tuyển thủ khác như: Sylvain Wiltord, Djibril Cissé, Frank Leboeuf, Claude Makélélé,... Mặc dù hầu hết các cầu thủ trong đội tuyển Pháp lúc đó đều là các siêu sao hàng đầu thế giới ở vị trí của mình nhưng nhiều người lo ngại rằng Pháp quá phụ thuộc vào khả năng tổ chức trận đấu của Zidane và khi vắng cầu thủ này, những ngôi sao khác trong đội tuyển Pháp không thể chơi kết dính và bùng nổ được nữa. Minh chứng rõ nét cho điều này là tại World Cup 2002 khi Zidane bất ngờ dính chấn thương trong trận đấu giao hữu với chủ nhà Hàn Quốc trước khi giải đấu khai mạc, Pháp nhanh chóng thể hiện lối chơi rời rạc khi thiếu vắng nhạc trưởng của mình và bị loại cay đắng, bất chấp việc họ đang sở hữu ba "vua phá lưới" ở ba giải VĐQG hàng đầu châu Âu khi ấy: Henry (Premier League), Trezeguet (Serie A) và Cisse (Ligue 1). Mặc dù rơi vào bảng đấu dễ thở với những đối thủ dưới cơ là Đan Mạch, Uruguay và Senegal, Pháp kết thúc vòng bảng với chỉ 1 điểm kiếm được và không ghi được một bàn thắng nào, trở thành đội đương kim vô địch có thành tích kém cỏi nhất trong các kỳ World Cup. Lemerre bị sa thải sau giải đấu và Santini lên nắm đội.
Sau khi giành thêm Confederation Cup vào năm 2003, Pháp lại nổi lên như là ứng cử viên hàng đầu cho chức vô địch Euro 2004, giải đấu mà họ vẫn đang là các nhà đương kim vô địch. Tuy nhiên, một lần nữa, sự dựa dẫm quá nhiều vào Zidane khiến Pháp phải trả giá. Sau khi cứu cho Pháp khỏi thất bại trước Anh trong trận đấu mở màn bằng hai bàn thắng ghi liền trong 3 phút cuối trận, Zidane chẳng thể làm gì khi bị vô hiệu hóa trước lối chơi kỉ luật của các cầu thủ Hy Lạp (đội sau đó vô địch) tại vòng tứ kết. Pháp thua 0-1 và trở thành cựu vương của châu Âu. Sau giải đấu, Zidane tuyên bố từ giã đội tuyển.
Jacques Santini từ chức huấn luyện viên và Raymond Domenech đã được chọn để thay thế ông. Pháp thi đấu chật vật ở nửa đầu vòng loại World Cup 2006. Điều này khiến Domenech đã phải thuyết phục một số một số lão tướng trở lại đội tuyển để giúp đội vượt qua vòng loại. Nghe theo lời thuyết phục này, ba cựu binh sáng giá là Zidane, Thuram và Makélélé trở lại đội tuyển và giúp Pháp cán đích với vị trí nhất bảng tại vòng loại World Cup 2006. Ở World Cup 2006, Pháp đã thi đấu khá nhạt nhòa ở vòng bảng khi liên tiếp hòa Thụy Sỹ và Hàn Quốc, trước khi nhọc nhằn đánh bại đội yếu nhất bảng Togo để đi tiếp với vị trì nhì bảng. Tuy nhiên, cùng với sự tỏa sáng của Zidane, đội đã chơi ấn tượng ở vòng loại trực tiếp và tiến thẳng đến trận đấu cuối cùng của giải sau khi liên tiếp đánh bại Tây Ban Nha, Brazil và Bồ Đào Nha. Pháp đã gặp Ý trong trận chung kết, hòa 1-1 sau 120 phút trước khi thua 5-3 trên chấm phạt đền.

### Khủng hoảng thế hệ thời kì "hậu Zidane"
Trận chung kết World Cup 2006 cũng là trận đấu cuối cùng trong sự nghiệp của Zidane. Sau một thập niên tạo ảnh hưởng lớn lên lối chơi của đội tuyển Pháp, việc Zidane giã từ sự nghiệp đã tạo ra một sự hẫng hụt đối với đội bóng "Áo Lam". Dù Domenech cố gắng xây dựng một đội bóng không lệ thuộc vào một cá nhân nào nhưng đây tỏ ra là một công việc quá sức. Domenech vẫn phải tin dùng vào các cựu binh như Thuram hay Makelele để ổn định lối chơi của đội và không tin dùng nhiều cầu thủ trẻ tài năng. Mặc dù Pháp đã lọt được vào cả vòng chung kết của Euro 2008 và World Cup 2010 nhưng đó đều là những chiến dịch rất khó nhọc, đặc biệt là ở vòng loại World Cup 2010 khi Pháp phải nhờ đến "bàn tay bẩn" của Henry trong hiệp phụ trận đấu tranh vé vớt với Ireland để được góp mặt tại World Cup. Trong cả hai giải đấu lớn nói trên, Pháp đều thi đấu tệ hại, thiếu gắn kết và đều bị loại ngay từ vòng bảng.
Đặc biệt, tại World Cup 2010, những mâu thuẫn nội bộ trong đội tuyển đã lên đến đỉnh điểm khi toàn bộ đội bóng đã bỏ một buổi tập và công khai một bức thư ngỏ để phản đối quyết định của LĐBĐ Pháp (FFF) và huấn luyện viên Domenech khi đuổi tiền đạo Nicolas Anelka về nước ngay sau trận thua Mexico do tiền đạo này đã lăng mạ ông Domenech trong phòng thay đồ. Vụ việc này đã khiến cho toàn bộ đội hình của đội tuyển Pháp dự World Cup đều bị treo giò ít nhất một trận sau đó. Triều đại của Domenech cũng kết thúc sau giải đấu này.

### Nỗ lực tái thiết của Blanc
Mặc dù việc bổ nhiệm Laurent Blanc vào vị trí huấn luyện viên trưởng chỉ diễn ra sau World Cup 2010 nhưng trên thực tế, ngay từ trước khi World Cup diễn ra, nhiều tờ tạp chí của Pháp đã tiết lộ thông tin này.
Trong trận đấu đầu tiên dưới triều đại của Blanc (gặp Na Uy trong một trận giao hữu), toàn bộ 23 cầu thủ dự World Cup trước đó của Pháp đều bị treo giò. Blanc buộc phải xây dựng một bộ khung đội tuyển với nhiều gương mặt trẻ và mới để thay thế một đội tuyển đã rệu rã. Pháp khởi đầu kỉ nguyên Blanc bằng thất bại 1-2 trước Na Uy.
Trong trận đấu chính thức đầu tiên tại vòng loại Euro 2012, vẫn còn 5 tuyển thủ của Pháp bị treo giò bao gồm Anelka, Ribery, Evra, Abidal, Toulalan. Pháp thất thủ trên sân nhà trước đội bóng trung bình Belarus với tỉ số 0-1.
Tuy nhiên, khi bị dồn vào thế chân tường, các cầu thủ Pháp đã thể hiện tinh thần thi đấu quyết tâm, họ giành chiến thắng 2-0 ngay trên sân của đối thủ khó chơi nhất bảng đấu là Bosnia và Heczegovina. Kể từ đó, Pháp đã có chuỗi 4 trận thắng liên tiếp tại vòng loại, để vươn lên dẫn đầu bảng D. Pháp cũng giành chiến thắng 2-1 trên sân Wembley trước Anh và 1-0 trên sân nhà trước Brazil trong các trận giao hữu, như để đánh dấu sự trở lại của mình. Nỗ lực tái thiết của Blanc dù gặp nhiều khó khăn lúc đầu nhưng bắt đầu có những bước tiến vững chắc. Pháp kết thúc vòng loại với vị trí nhất bảng D và giành tấm vé trực tiếp tham dự vòng chung kết Euro 2012.
Tại Euro 2012, đội tuyển Pháp ban đầu thi đấu khá ổn khi hòa Anh với tỉ số 1-1 với bàn thắng gỡ hòa của Samir Nasri và thắng chủ nhà Ukraina với tỉ số 2-0 bằng hai bàn thắng của Jérémy Menez và Yohan Cabaye. Tuy nhiên, Pháp bất ngờ thua đội đã bị loại là Thụy Điển với tỉ số 0-2 ở lượt cuối bảng D và chỉ có thể đi tiếp với vị trí nhì bảng, qua đó phải sớm gặp ĐKVĐ Tây Ban Nha ở tứ kết. Trận thua này khiến phòng thay đồ của tuyển Pháp một lần nữa rơi vào trạng thái xung đột buộc FFF phải điều tra hành vi của 4 nghi can có liên quan là Samir Nasri, Hatem Ben Arfa, Jeremy Menez và Yann M'Vila. Pháp sau đó không thể tạo được bất ngờ trước một Tây Ban Nha quá mạnh lúc ấy, khi thua với tỉ số 0-2 ở tứ kết. Sau Euro 2012, huấn luyện viên Laurent Blanc đã từ chức.

### Triều đại Didier Deschamp và thế hệ vàng mới
Didier Deschamps đến với đội bóng áo lam năm 2012 sau khi Laurent Blanc từ chức. Ở vòng loại World Cup 2014, Pháp rơi vào bảng đấu có Tây Ban Nha và chỉ đứng nhì bảng, qua đó phải đá play-off trước Ukraine để kiếm vé dự World Cup. Đội đã để thua Ukraine 0-2 trong trận lượt đi tại Kiev và đứng trước nguy cơ lỡ hẹn với World Cup lần đầu tiên kể từ năm 1994. Tuy nhiên Pháp đã chơi xuất thần trong trận lượt về tại Stade de France khi lội ngược dòng bằng trận thắng 3-0 để giành vé đến Brazil.
Sau khi giành vé dự World Cup 2014 một cách hú vía, Deschamp quyết định mạnh tay thanh lọc đội hình. Những cầu thủ vô kỷ luật và thường xuyên gây thất vọng như Samir Nasri, Hatem Ben Arfa, Jeremy Menez đều bị gạt khỏi đội hình dự World Cup, thay vào đó là những gương mặt triển vọng như Olivier Giroud, Paul Pogba, Blaise Matuidi và cầu thủ gốc Việt Nam Yohan Cabaye. Với một tập thể đoàn kết, Pháp thi đấu ấn tượng khi đứng đầu bảng đấu có Honduras, Thụy Sỹ và Ecuador. Đội hạ Nigeria 2-0 ở vòng 2 trước khi để thua sát nút trước đội tuyển Đức (đội sau đó đăng quang) với tỉ số 0-1 ở tứ kết. Với màn trình diễn tốt tại giải, tiền vệ Paul Pogba đã được trao giải thưởng Cầu thủ trẻ hay nhất World Cup.

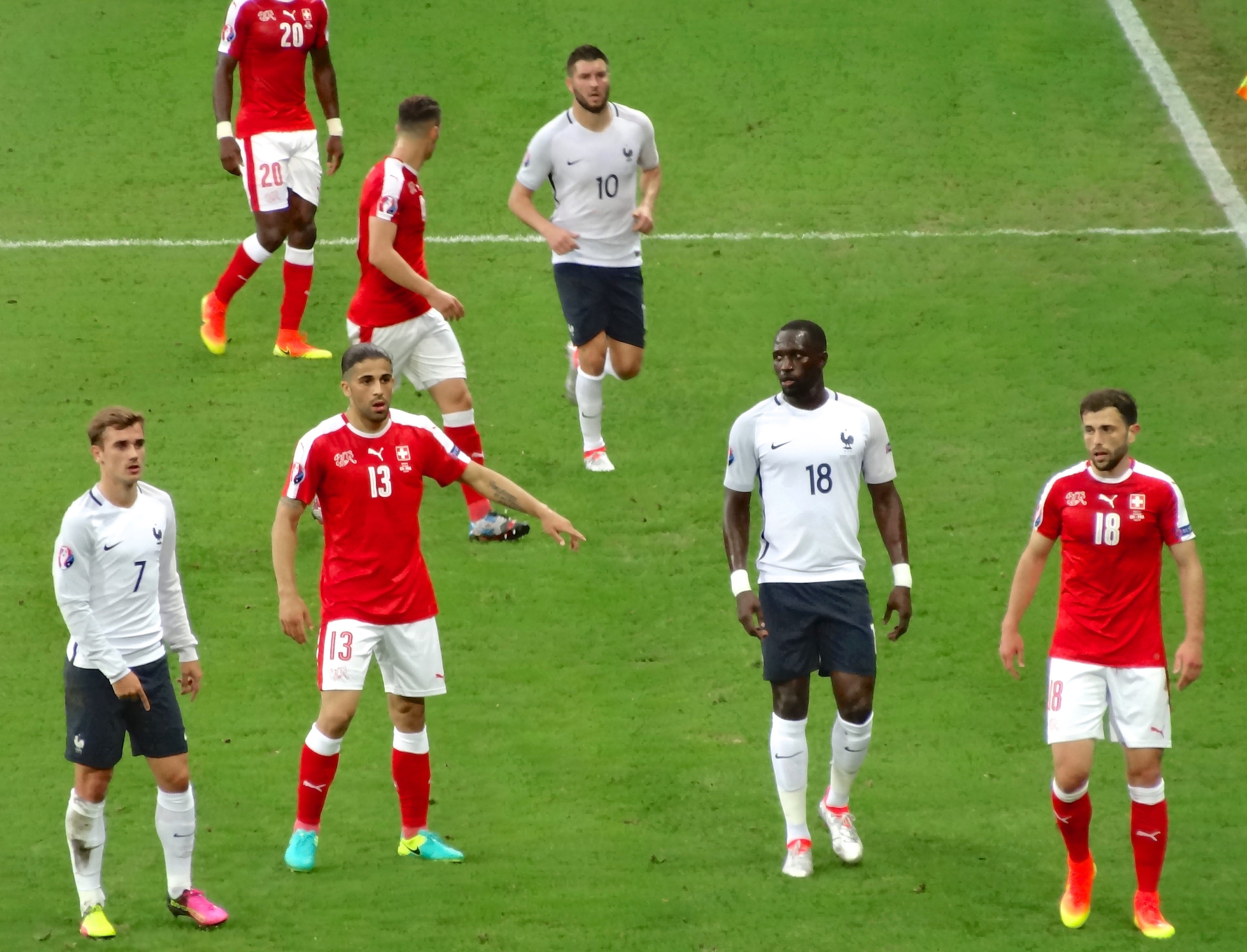
Pháp đối đầu Thụy Sỹ tại Euro 2016 trên sân nhà

Hai năm sau, đội hình tuyển Pháp tiếp tục được Deschamp trẻ hóa mạnh mẽ, với mục đích xây dựng một tập thể gắn kết và kỷ luật. Điều đó dẫn đến việc hai tuyển thủ kỳ cựu là Karim Benzema và Mathieu Valbuena đều bị loại khỏi đội tuyển do bê bối cá nhân. Deschamp tiếp tục đưa tuyển Pháp tiến vào trận chung kết Euro 2016 mà Pháp là chủ nhà, trước khi để thua sát nút trước Bồ Đào Nha của Cristiano Ronaldo với tỉ số 0-1 trong hiệp phụ và để tuột mất chức vô địch. Trước đó đội đã bất ngờ đánh bại các nhà đương kim vô địch thế giới Đức 2-0 ở bán kết, đánh dấu chiến thắng đầu tiên của họ trước những "Cỗ xe tăng" ở một giải đấu chính thức kể từ năm 1958. Đây là những bước tiến quan trọng của đội tuyển Pháp để trở lại chu kỳ thành công sau nhiều năm trì trệ.
Trong 2 năm kế tiếp, Pháp bắt đầu trình làng một thế hệ tài năng mới, quy tụ dàn cầu thủ đẳng cấp trải đều khắp các tuyến. Đội đã thi đấu suôn sẻ ở vòng loại World Cup 2018 và giành vé dự World Cup với vị trí nhất bảng vòng loại lần đầu tiên sau 12 năm. Tại World Cup 2018, họ thậm chí sở hữu đội hình có giá trị chuyển nhượng đắt nhất giải - hơn 1 tỷ euro. Những cầu thủ nổi bật lúc ấy có thể kể đến như Antoine Griezmann, Paul Pogba, Raphaël Varane, N'Golo Kanté, Benjamin Mendy, Benjamin Pavard, Ousmane Dembélé, Kingsley Coman và đặc biệt là tài năng trẻ sáng giá Kylian Mbappé. Với một đội hình mạnh và đồng đều, Pháp dễ dàng đứng đầu bảng đấu có Đan Mạch, Peru và Úc dù họ không bung hết sức. Ở vòng knock-out, đội vượt qua một loạt các đối thủ mạnh như Argentina, Uruguay và Bỉ để lọt vào trận chung kết gặp Croatia. Cuối cùng, Deschamp và các cầu thủ Pháp đã giành chức vô địch thế giới lần thứ 2 trong lịch sử khi thắng Croatia 4–2 trong trận chung kết. Với cá nhân Deschamp, ông cũng đã đi vào lịch sử với tư cách là người thứ 3 vô địch World Cup trên cả cương vị cầu thủ và huấn luyện viên, trước đó người đầu tiên là Mario Zagallo và người thứ 2 là Franz Beckenbauer. Kylian Mbappé được trao giải Cầu thủ trẻ xuất sắc nhất và Antoine Griezmann được trao Quả bóng đồng và Chiếc giày bạc cho màn trình diễn của họ trong suốt giải đấu. Sau khi ghi bàn trong trận chung kết, Mbappé trở thành cầu thủ tuổi teen thứ 2 ghi bàn trong trận Chung kết World Cup, người cuối cùng là Pelé vào năm 1958.

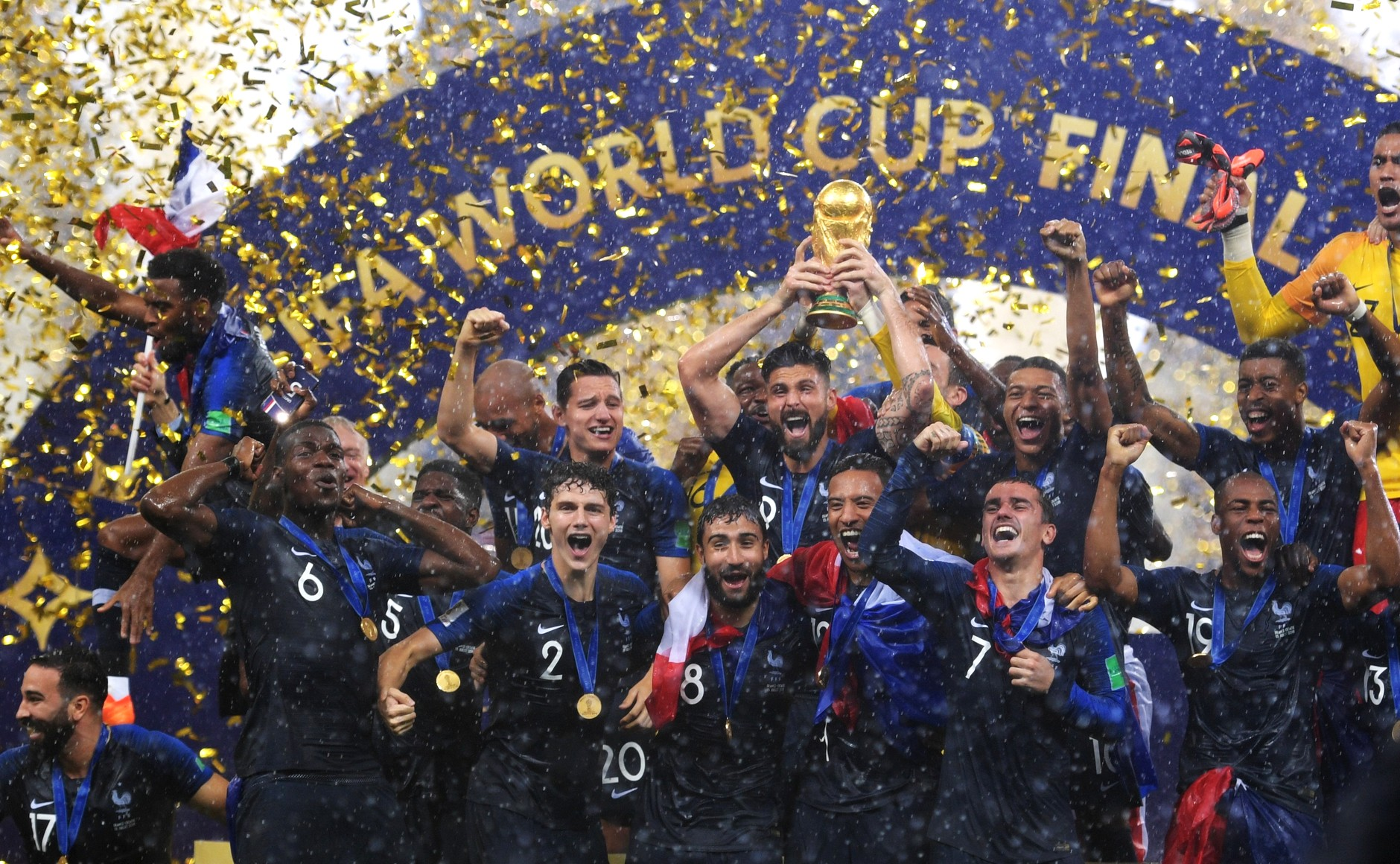
Đội tuyển Pháp vô địch World Cup 2018.

Tại giải Euro 2020, Pháp nằm cùng bảng F với Đức, Bồ Đào Nha & Hungary, trận ra quân Pháp thắng Đức 1-0 do Hummels phản lưới nhà, cầm hòa Hungary 1-1 và Bồ Đào Nha 2-2 qua đó đứng nhất bảng F, tuy nhiên Pháp đã phải dừng bước tại vòng 16 đội khi để Thụy Sỹ hòa 3-3 cả trận và thua 4-5 trên chấm 11m với cú đá hỏng ăn cuối của Kylian Mbappe.
Tại giải UEFA Nations League 2020-21, Pháp nằm ở bảng A3 cùng Bồ Đào Nha, Thụy Điển & Croatia, đội đứng nhất bảng khi đạt 16 điểm & giành quyền dự vòng Chung kết giải đấu, tại bán kết Pháp hạ Bỉ 3-2, sau đó đánh bại Tây Ban Nha 2-1 để có lần đầu tiên vô địch giải đấu. Tuy nhiên tại mùa giải 2022-23, họ trở thành cựu vương khi xếp thứ 3 bảng A1 với 5 điểm.
Tại World Cup 2022, Pháp cùng bảng D với Úc, Tunisia và Đan Mạch, Pháp đứng đầu bảng với 6 điểm với 2 chiến thắng 4-1 trước Úc, 2-1 trước Đan Mạch và thua 0-1 trước Tunisia; Pháp lần lượt vượt qua Ba Lan 3-1 tại vòng 16 đội, Anh với tỷ số 2-1 tại tứ kết, và thắng Maroc 2-0 tại bán kết để có lần thứ 2 liên tiếp lọt vào chung kết đối đầu với Argentina. Tuy nhiên, Pháp đã không thể bảo vệ được chức vô địch của mình khi thất bại 2–4 trước Argentina ở loạt sút luân lưu sau khi hai đội hòa nhau 3–3 sau 120 phút thi đấu chung kết, dù Kylian Mbappé lập được cú hat-trick và nhận danh hiệu Vua phá lưới với 8 bàn thắng.
Tại Euro 2024, Pháp nằm cùng bảng D với Áo, Hà Lan & Ba Lan, đội đứng nhì bảng với 5 điểm sau chiến thắng 1-0 trước Áo, cùng 2 trận hòa trước Hà Lan & Ba Lan, Pháp vượt qua Bỉ tại vòng 16 đội, Bồ Đào Nha tại tứ kết, và dừng bước tại vòng bán kết trước Tây Ban Nha.
Vào đầu năm 2025, FFF xác nhận Didier Deschamps sẽ rời đội tuyển Pháp sau khi World Cup 2026 kết thúc.

## Danh hiệu
- Vô địch thế giới: 2

- Vô địch: 1998; 2018
- Á quân: 2006, 2022
- Hạng ba: 1958; 1986

- Vô địch châu Âu: 2

- Vô địch: 1984; 2000
- Á quân: 2016

- UEFA Nations League: 1

- Vô địch: 2021

- Vô địch Liên đoàn châu lục: 2

Vô địch: 2001; 2003
- Bóng đá nam tại Olympic:

 1984
 1900

## Thành tích quốc tế

### Giải vô địch bóng đá thế giới
| Năm           | Kết quả                  | St                       | T                        | H                        | B                        | Bt                       | Bb                       |
| ------------- | ------------------------ | ------------------------ | ------------------------ | ------------------------ | ------------------------ | ------------------------ | ------------------------ |
| 1930          | Vòng 1                   | 3                        | 1                        | 0                        | 2                        | 4                        | 3                        |
| 1934          | Vòng 1                   | 1                        | 0                        | 0                        | 1                        | 2                        | 3                        |
| 1938          | Tứ kết                   | 2                        | 1                        | 0                        | 1                        | 4                        | 4                        |
| 1950          | Không vượt qua vòng loại | Không vượt qua vòng loại | Không vượt qua vòng loại | Không vượt qua vòng loại | Không vượt qua vòng loại | Không vượt qua vòng loại | Không vượt qua vòng loại |
| 1954          | Vòng 1                   | 2                        | 1                        | 0                        | 1                        | 3                        | 3                        |
| 1958          | Hạng ba                  | 6                        | 4                        | 0                        | 2                        | 23                       | 15                       |
| 1962          | Không vượt qua vòng loại | Không vượt qua vòng loại | Không vượt qua vòng loại | Không vượt qua vòng loại | Không vượt qua vòng loại | Không vượt qua vòng loại | Không vượt qua vòng loại |
| 1966          | Vòng 1                   | 3                        | 0                        | 1                        | 2                        | 2                        | 5                        |
| 1970 đến 1974 | Không vượt qua vòng loại | Không vượt qua vòng loại | Không vượt qua vòng loại | Không vượt qua vòng loại | Không vượt qua vòng loại | Không vượt qua vòng loại | Không vượt qua vòng loại |
| 1978          | Vòng 1                   | 3                        | 1                        | 0                        | 2                        | 5                        | 5                        |
| 1982          | Hạng tư                  | 7                        | 3                        | 2                        | 2                        | 16                       | 12                       |
| 1986          | Hạng ba                  | 7                        | 4                        | 2                        | 1                        | 12                       | 6                        |
| 1990 đến 1994 | Không vượt qua vòng loại | Không vượt qua vòng loại | Không vượt qua vòng loại | Không vượt qua vòng loại | Không vượt qua vòng loại | Không vượt qua vòng loại | Không vượt qua vòng loại |
| 1998          | Vô địch                  | 7                        | 6                        | 1                        | 0                        | 15                       | '2                       |
| 2002          | Vòng 1                   | 3                        | 0                        | 1                        | 2                        | 0                        | 3                        |
| 2006          | Á quân                   | 7                        | 4                        | 3                        | 0                        | 9                        | 3                        |
| 2010          | Vòng 1                   | 3                        | 0                        | 1                        | 2                        | 1                        | 4                        |
| 2014          | Tứ kết                   | 5                        | 3                        | 1                        | 1                        | 10                       | 3                        |
| 2018          | Vô địch                  | 7                        | 6                        | 1                        | 0                        | 14                       | 6                        |
| 2022          | Á quân                   | 7                        | 5                        | 1                        | 1                        | 16                       | 8                        |
| 2026 đến 2034 | Chưa xác định            | Chưa xác định            | Chưa xác định            | Chưa xác định            | Chưa xác định            | Chưa xác định            | Chưa xác định            |
| Tổng cộng     | 16/22 2 lần: Vô địch     | 73                       | 39                       | 14                       | 20                       | 136                      | 85                       |

### FIFA Confederations Cup
| Năm           | Kết quả                   | St                        | T                         | H                         | B                         | Bt                        | Bb                        |
| ------------- | ------------------------- | ------------------------- | ------------------------- | ------------------------- | ------------------------- | ------------------------- | ------------------------- |
| 1992 đến 1997 | Không giành quyền tham dự | Không giành quyền tham dự | Không giành quyền tham dự | Không giành quyền tham dự | Không giành quyền tham dự | Không giành quyền tham dự | Không giành quyền tham dự |
| 1999          | Bỏ cuộc                   | Bỏ cuộc                   | Bỏ cuộc                   | Bỏ cuộc                   | Bỏ cuộc                   | Bỏ cuộc                   | Bỏ cuộc                   |
| 2001          | Vô địch                   | 5                         | 4                         | 0                         | 1                         | 12                        | 2                         |
| 2003          | Vô địch                   | 5                         | 5                         | 0                         | 0                         | 12                        | 3                         |
| 2005 đến 2017 | Không giành quyền tham dự | Không giành quyền tham dự | Không giành quyền tham dự | Không giành quyền tham dự | Không giành quyền tham dự | Không giành quyền tham dự | Không giành quyền tham dự |
| Tổng cộng     | 2/10 2 lần: Vô địch       | 10                        | 9                         | 0                         | 1                         | 24                        | 5                         |

### Giải vô địch bóng đá châu Âu
| Năm           | Kết quả                  | St                       | T                        | H                        | B                        | Bt                       | Bb                       |
| ------------- | ------------------------ | ------------------------ | ------------------------ | ------------------------ | ------------------------ | ------------------------ | ------------------------ |
| 1960          | Hạng tư                  | 2                        | 0                        | 0                        | 2                        | 4                        | 7                        |
| 1964 đến 1980 | Không vượt qua vòng loại | Không vượt qua vòng loại | Không vượt qua vòng loại | Không vượt qua vòng loại | Không vượt qua vòng loại | Không vượt qua vòng loại | Không vượt qua vòng loại |
| 1984          | Vô địch                  | 5                        | 5                        | 0                        | 0                        | 14                       | 4                        |
| 1988          | Không vượt qua vòng loại | Không vượt qua vòng loại | Không vượt qua vòng loại | Không vượt qua vòng loại | Không vượt qua vòng loại | Không vượt qua vòng loại | Không vượt qua vòng loại |
| 1992          | Vòng 1                   | 3                        | 0                        | 2                        | 1                        | 2                        | 3                        |
| 1996          | Bán kết                  | 5                        | 2                        | 3                        | 0                        | 5                        | 2                        |
| 2000          | Vô địch                  | 6                        | 5                        | 0                        | 1                        | 13                       | 7                        |
| 2004          | Tứ kết                   | 4                        | 2                        | 1                        | 1                        | 7                        | 5                        |
| 2008          | Vòng 1                   | 3                        | 0                        | 1                        | 2                        | 1                        | 6                        |
| 2012          | Tứ kết                   | 4                        | 1                        | 1                        | 2                        | 3                        | 5                        |
| 2016          | Á quân                   | 7                        | 5                        | 1                        | 1                        | 13                       | 5                        |
| 2020          | Vòng 2                   | 4                        | 1                        | 2                        | 1                        | 7                        | 6                        |
| 2024          | Bán kết                  | 6                        | 2                        | 3                        | 1                        | 4                        | 3                        |
| 2028          | Chưa xác định            | Chưa xác định            | Chưa xác định            | Chưa xác định            | Chưa xác định            | Chưa xác định            | Chưa xác định            |
| 2032          | Chưa xác định            | Chưa xác định            | Chưa xác định            | Chưa xác định            | Chưa xác định            | Chưa xác định            | Chưa xác định            |
| Tổng cộng     | 11/17 2 lần: Vô địch     | 46                       | 23                       | 15                       | 11                       | 73                       | 53                       |

### UEFA Nations League
| Thành tích tại UEFA Nations League | Thành tích tại UEFA Nations League | Thành tích tại UEFA Nations League | Thành tích tại UEFA Nations League | Thành tích tại UEFA Nations League | Thành tích tại UEFA Nations League | Thành tích tại UEFA Nations League | Thành tích tại UEFA Nations League | Thành tích tại UEFA Nations League | Thành tích tại UEFA Nations League | Thành tích tại UEFA Nations League |
| Mùa giải                           | Hạng đấu                           | Bảng                               | Pld                                | W                                  | D                                  | L                                  | GF                                 | GA                                 | Hạng                               |                                    |
| ---------------------------------- | ---------------------------------- | ---------------------------------- | ---------------------------------- | ---------------------------------- | ---------------------------------- | ---------------------------------- | ---------------------------------- | ---------------------------------- | ---------------------------------- | ---------------------------------- |
| 2018–19                            | A                                  | 1                                  | 4                                  | 2                                  | 1                                  | 1                                  | 4                                  | 4                                  | 6th                                |                                    |
| 2020–21                            | A                                  | 3                                  | 6                                  | 5                                  | 1                                  | 0                                  | 12                                 | 5                                  | 1st                                |                                    |
| 2022–23                            | A                                  | 1                                  | 6                                  | 1                                  | 2                                  | 3                                  | 5                                  | 7                                  | 6th                                |                                    |
| Tổng cộng                          | Tổng cộng                          | Tổng cộng                          | 16                                 | 8                                  | 4                                  | 4                                  | 21                                 | 16                                 | 1st                                | 1st                                |

### Thế vận hội
- (Nội dung thi đấu dành cho cấp đội tuyển quốc gia cho đến kỳ Đại hội năm 1988)

| Năm           | Kết quả                     | St                       | T                        | H                        | B                        | Bt                       | Bb                       |
| ------------- | --------------------------- | ------------------------ | ------------------------ | ------------------------ | ------------------------ | ------------------------ | ------------------------ |
| 1900          | Huy chương bạc              | 2                        | 1                        | 0                        | 1                        | 6                        | 6                        |
| 1904          | Không tham dự               | Không tham dự            | Không tham dự            | Không tham dự            | Không tham dự            | Không tham dự            | Không tham dự            |
| 1908          | Hạng 5                      | 1                        | 0                        | 0                        | 1                        | 1                        | 17                       |
| 1912 đến 1920 | Không tham dự               | Không tham dự            | Không tham dự            | Không tham dự            | Không tham dự            | Không tham dự            | Không tham dự            |
| 1924          | Tứ kết                      | 2                        | 1                        | 0                        | 1                        | 8                        | 5                        |
| 1928 đến 1936 | Không tham dự               | Không tham dự            | Không tham dự            | Không tham dự            | Không tham dự            | Không tham dự            | Không tham dự            |
| 1948          | Tứ kết                      | 2                        | 1                        | 0                        | 1                        | 2                        | 2                        |
| 1952          | Vòng sơ loại                | 1                        | 0                        | 0                        | 1                        | 1                        | 2                        |
| 1956          | Không vượt qua vòng loại    | Không vượt qua vòng loại | Không vượt qua vòng loại | Không vượt qua vòng loại | Không vượt qua vòng loại | Không vượt qua vòng loại | Không vượt qua vòng loại |
| 1960          | Vòng 1                      | 3                        | 1                        | 1                        | 1                        | 3                        | 9                        |
| 1964          | Không vượt qua vòng loại    | Không vượt qua vòng loại | Không vượt qua vòng loại | Không vượt qua vòng loại | Không vượt qua vòng loại | Không vượt qua vòng loại | Không vượt qua vòng loại |
| 1968          | Tứ kết                      | 4                        | 2                        | 0                        | 2                        | 9                        | 7                        |
| 1972          | Không vượt qua vòng loại    | Không vượt qua vòng loại | Không vượt qua vòng loại | Không vượt qua vòng loại | Không vượt qua vòng loại | Không vượt qua vòng loại | Không vượt qua vòng loại |
| 1976          | Tứ kết                      | 4                        | 2                        | 1                        | 1                        | 9                        | 7                        |
| 1980          | Không vượt qua vòng loại    | Không vượt qua vòng loại | Không vượt qua vòng loại | Không vượt qua vòng loại | Không vượt qua vòng loại | Không vượt qua vòng loại | Không vượt qua vòng loại |
| 1984          | Huy chương vàng             | 6                        | 4                        | 2                        | 0                        | 13                       | 6                        |
| 1988          | Không vượt qua vòng loại    | Không vượt qua vòng loại | Không vượt qua vòng loại | Không vượt qua vòng loại | Không vượt qua vòng loại | Không vượt qua vòng loại | Không vượt qua vòng loại |
| Tổng cộng     | 9/19 1 lần: huy chương vàng | 23                       | 12                       | 4                        | 9                        | 52                       | 61                       |

## Kết quả và lịch thi đấu
Sau đây là danh sách kết quả các trận đấu trong 12 tháng qua, cùng các trận đấu đã được lên lịch trong tương lai.
Chú thích
      Thắng
      Hòa
      Thua
      Lịch thi đấu

### 2024
| 17 tháng 6 UEFA Euro 2024 - Vòng bảng | Áo | 0–1      | Pháp               | Düsseldorf, Đức                                                                                    |  |
| 21:00 CEST (UTC+2)                    |    | Chi tiết | - Wöber 38' (l.n.) | Sân vận động: Merkur Spiel-Arena Lượng khán giả: 46,425 Trọng tài: Jesús Gil Manzano (Tây Ban Nha) |  |

| 21 tháng 6 UEFA Euro 2024 - Vòng bảng | Hà Lan | 0–0      | Pháp | Leipzig, Đức                                                                        |  |
| 21:00 CEST (UTC+2)                    |        | Chi tiết |      | Sân vận động: Red Bull Arena Lượng khán giả: 38,531 Trọng tài: Anthony Taylor (Anh) |  |

| 25 tháng 6 UEFA Euro 2024 - Vòng bảng | Pháp                 | 1–1      | Ba Lan                    | Dortmund, Đức                                                                    |  |
| 18:00 CEST (UTC+2)                    | - Mbappé 56' (ph.đ.) | Chi tiết | - Lewandowski 79' (ph.đ.) | Sân vận động: Westfalenstadion Lượng khán giả: 59,728 Trọng tài: Marco Guida (Ý) |  |

| 1 tháng 7 UEFA Euro 2024 - Vòng 16 đội | Pháp                    | 1–0      | Bỉ | Düsseldorf, Đức                                                                             |  |
| 18:00 CEST (UTC+2)                     | - Vertonghen 85' (l.n.) | Chi tiết |    | Sân vận động: Merkur Spiel-Arena Lượng khán giả: 46,810 Trọng tài: Glenn Nyberg (Thụy Điển) |  |

| 5 tháng 7 UEFA Euro 2024 - Tứ kết     | Bồ Đào Nha | 0–0 (s.h.p.) (3–5 p)                              | Pháp | Hamburg, Đức                                                                          |  |
| 21:00 CEST (UTC+2)                    |            | Chi tiết                                          |      | Sân vận động: Volksparkstadion Lượng khán giả: 47,789 Trọng tài: Michael Oliver (Anh) |  |
|                                       |            | Loạt sút luân lưu                                 |      |                                                                                       |  |
| - Ronaldo - B. Silva - Félix - Mendes |            | - Dembélé - Fofana - Koundé - Barcola - Hernandez |      |                                                                                       |  |

| 9 tháng 7 UEFA Euro 2024 - Bán kết | Tây Ban Nha            | 2–1      | Pháp            | Munich, Đức                                                                            |  |
| 21:00 CEST (UTC+2)                 | - Yamal 21' - Olmo 25' | Chi tiết | - Kolo Muani 9' | Sân vận động: Allianz Arena Lượng khán giả: 62,042 Trọng tài: Slavko Vinčić (Slovenia) |  |

| 6 tháng 9 UEFA Nations League 2024–25 | Pháp         | 1-3      | Ý                                            | Paris, Pháp                                                                                     |  |
| 20:45                                 | - Barcola 1' | Chi tiết | - Dimarco 30' - Frattesi 51' - Raspadori 74' | Sân vận động: Công viên các Hoàng tử Lượng khán giả: 44,956 Trọng tài: Sandro Schärer (Thụy Sĩ) |  |

| 9 tháng 9 UEFA Nations League 2024–25 | Pháp                           | 2-0      | Bỉ | Décines-Charpieu, Pháp                                                                       |  |
| 20:45                                 | - Kolo Muani 29' - Dembélé 57' | Chi tiết |    | Sân vận động: Parc Olympique Lyonnais Lượng khán giả: 42,358 Trọng tài: Tobias Stieler (Đức) |  |

| 10 tháng 10 UEFA Nations League 2024–25 | Israel          | 1-4      | Pháp                                                      | Budapest, Hungary                                                                         |  |
| 20:45                                   | - Gandelman 24' | Chi tiết | - Camavinga 7' - Nkunku 28' - Guendouzi 87' - Barcola 89' | Sân vận động: Bozsik Aréna Lượng khán giả: 2,226 Trọng tài: Nikola Dabanović (Montenegro) |  |

| 14 tháng 10 UEFA Nations League 2024–25 | Bỉ             | 1-2      | Pháp                          | Leuven, Bỉ                                                                                    |  |
| 20:45                                   | - Openda 45+3' | Chi tiết | - Kolo Muani 35' (ph.đ.), 62' | Sân vận động: Den Dreef Lượng khán giả: 39,731 Trọng tài: Irfan Peljto (Bosna và Hercegovina) |  |

| 14 tháng 11 UEFA Nations League 2024–25 | Pháp | 0–0      | Israel | Saint-Denis, Pháp                                                                    |  |
| 20:45                                   |      | Chi tiết |        | Sân vận động: Stade de France Lượng khán giả: 16,611 Trọng tài: Tobias Stieler (Đức) |  |

| 17 tháng 11 UEFA Nations League 2024–25 | Ý              | 1–3      | Pháp                                  | Milan, Ý                                                                          |  |
| 20:45                                   | - Cambiaso 35' | Chi tiết | - Rabiot 2', 65' - Vicario 33' (l.n.) | Sân vận động: San Siro Lượng khán giả: 68,158 Trọng tài: Slavko Vinčić (Slovenia) |  |

### 2025
| 20 tháng 3 UEFA Nations League 2024–25 - Tứ kết | Croatia                       | 2–0      | Pháp | Split, Croatia                                                             |  |
| 20:45                                           | - Budimir 26' - Perišić 45+1' | Chi tiết |      | Sân vận động: Poljud Lượng khán giả: 30,551 Trọng tài: Espen Eskås (Na Uy) |  |

| 23 tháng 3 UEFA Nations League 2024–25 - Tứ kết                            | Pháp                      | 2–0 (s.h.p.) (TTS 2–2) (5–4 p)                                         | Croatia | Saint-Denis, Pháp                                                                    |  |
| 20:45                                                                      | - Olise 52' - Dembélé 80' | Chi tiết                                                               |         | Sân vận động: Stade de France Lượng khán giả: 77,502 Trọng tài: Michael Oliver (Anh) |  |
|                                                                            |                           | Loạt sút luân lưu                                                      |         |                                                                                      |  |
| - Mbappé - Tchouaméni - Koundé - Kolo Muani - Hernández - Doué - Upamecano |                           | - Baturina - Moro - Ivanović - Pašalić - Jakić - Ćaleta-Car - Stanišić |         |                                                                                      |  |

| 5 tháng 6 UEFA Nations League 2024–25 - Bán kết | Tây Ban Nha                                                      | 5–4      | Pháp                                                                     | Stuttgart, Đức                                                                |  |
| 20:45 CEST                                      | - Williams 22' - Merino 25' - Yamal 54' (ph.đ.), 67' - Pedri 55' | Chi tiết | - Mbappé 59' (ph.đ.) - Cherki 79' - Vivian 84' (l.n.) - Kolo Muani 90+3' | Sân vận động: MHPArena Lượng khán giả: 51,724 Trọng tài: Michael Oliver (Anh) |  |

| 8 tháng 6 UEFA Nations League 2024–25 - Tranh hạng ba | Đức | 0–2      | Pháp                     | Stuttgart, Đức                                                                    |  |
| 15:00 CEST                                            |     | Chi tiết | - Mbappé 45' - Olise 84' | Sân vận động: MHPArena Lượng khán giả: 51,313 Trọng tài: Ivan Kružliak (Slovakia) |  |

| 5 tháng 9 Vòng loại World Cup 2026 | Ukraina | v        | Pháp | TBD |  |
| 20:45                              |         | Chi tiết |      |     |  |

| 9 tháng 9 Vòng loại World Cup 2026 | Pháp | v        | Iceland | Paris, Pháp                          |  |
| 20:45                              |      | Chi tiết |         | Sân vận động: Công viên các Hoàng tử |  |

| 10 tháng 10 Vòng loại World Cup 2026 | Pháp | v        | Azerbaijan | Paris, Pháp                          |  |
| 20:45                                |      | Chi tiết |            | Sân vận động: Công viên các Hoàng tử |  |

| 13 tháng 10 Vòng loại World Cup 2026 | Iceland | v        | Pháp | Kópavogur, Iceland           |  |
| 18:45                                |         | Chi tiết |      | Sân vận động: Kópavogsvöllur |  |

| 13 tháng 11 Vòng loại World Cup 2026 | Pháp | v        | Ukraina | Paris, Pháp                          |  |
| 20:45                                |      | Chi tiết |         | Sân vận động: Công viên các Hoàng tử |  |

| 16 tháng 11 Vòng loại World Cup 2026 | Azerbaijan | v        | Pháp | Baku, Azerbaijan                      |  |
| 21:00                                |            | Chi tiết |      | Sân vận động: Cộng hòa Tofiq Bahramov |  |

## Cầu thủ

### Đội hình hiện tại
Các cầu thủ sau đây đã được triệu tập vào danh sách cho các trận đấu thuộc khuôn khổ Vòng chung kết UEFA Nations League 2025 gặp  Tây Ban Nha và  Đức, diễn ra lần lượt vào ngày 5 và 8 tháng 6 năm 2025.
Số lần ra sân và số bàn thắng cập nhật ngày ngày 8 tháng 6 năm 2025, sau trận đấu với  Đức.
| Số | VT | Cầu thủ                    | Ngày sinh (tuổi)  | Trận | Bàn | Câu lạc bộ          |
| -- | -- | -------------------------- | ----------------- | ---- | --- | ------------------- |
| 1  | TM | Brice Samba                | 25 tháng 4, 1994  | 3    | 0   | Rennes              |
| 16 | TM | Mike Maignan               | 3 tháng 7, 1995   | 32   | 0   | Milan               |
| 23 | TM | Lucas Chevalier            | 6 tháng 11, 2001  | 0    | 0   | Lille               |
|    |    |                            |                   |      |     |                     |
| 2  | HV | Benjamin Pavard            | 28 tháng 3, 1996  | 55   | 5   | Inter Milan         |
| 3  | HV | Lucas Digne                | 20 tháng 7, 1993  | 52   | 0   | Aston Villa         |
| 4  | HV | Loïc Badé                  | 11 tháng 4, 2000  | 1    | 0   | Sevilla             |
| 5  | HV | Clément Lenglet            | 17 tháng 6, 1995  | 16   | 1   | Atlético Madrid     |
| 15 | HV | Ibrahima Konaté            | 25 tháng 5, 1999  | 23   | 0   | Liverpool           |
| 17 | HV | Malo Gusto                 | 19 tháng 5, 2003  | 3    | 0   | Chelsea             |
| 19 | HV | Pierre Kalulu              | 5 tháng 6, 2000   | 1    | 0   | Juventus            |
| 21 | HV | Lucas Hernandez            | 14 tháng 2, 1996  | 39   | 0   | Paris Saint-Germain |
| 22 | HV | Théo Hernandez             | 6 tháng 10, 1997  | 38   | 2   | Milan               |
|    |    |                            |                   |      |     |                     |
| 6  | TV | Mattéo Guendouzi           | 14 tháng 4, 1999  | 14   | 2   | Lazio               |
| 8  | TV | Aurélien Tchouaméni        | 27 tháng 1, 2000  | 41   | 3   | Real Madrid         |
| 13 | TV | Manu Koné                  | 17 tháng 5, 2001  | 8    | 0   | Roma                |
| 14 | TV | Adrien Rabiot              | 3 tháng 4, 1995   | 53   | 6   | Marseille           |
| 18 | TV | Warren Zaïre-Emery         | 8 tháng 3, 2006   | 7    | 1   | Paris Saint-Germain |
|    |    |                            |                   |      |     |                     |
| 7  | TĐ | Ousmane Dembélé            | 15 tháng 5, 1997  | 56   | 7   | Paris Saint-Germain |
| 9  | TĐ | Marcus Thuram              | 6 tháng 8, 1997   | 30   | 2   | Inter Milan         |
| 10 | TĐ | Kylian Mbappé (đội trưởng) | 20 tháng 12, 1998 | 90   | 50  | Real Madrid         |
| 11 | TĐ | Michael Olise              | 12 tháng 12, 2001 | 8    | 2   | Bayern Munich       |
| 12 | TĐ | Randal Kolo Muani          | 5 tháng 12, 1998  | 31   | 9   | Juventus            |
| 20 | TĐ | Bradley Barcola            | 2 tháng 9, 2002   | 14   | 2   | Paris Saint-Germain |
| 24 | TĐ | Désiré Doué                | 3 tháng 6, 2005   | 3    | 0   | Paris Saint-Germain |
| 25 | TĐ | Rayan Cherki               | 17 tháng 8, 2003  | 2    | 1   | Manchester City     |

### Triệu tập gần đây
Những cầu thủ sau đây cũng đã được triệu tập vào đội hình trong 12 tháng qua.
| Vt                                                                                         | Cầu thủ                | Ngày sinh (tuổi)  | Số trận | Bt | Câu lạc bộ      | Lần cuối triệu tập                  |
| ------------------------------------------------------------------------------------------ | ---------------------- | ----------------- | ------- | -- | --------------- | ----------------------------------- |
| TM                                                                                         | Alphonse Areola        | 27 tháng 2, 1993  | 5       | 0  | West Ham United | v. Bỉ, 14 tháng 10 năm 2024         |
|                                                                                            |                        |                   |         |    |                 |                                     |
| HV                                                                                         | Jules Koundé           | 12 tháng 11, 1998 | 42      | 0  | Barcelona       | v. Croatia, 23 March 2025           |
| HV                                                                                         | Dayot Upamecano        | 27 tháng 10, 1998 | 30      | 2  | Bayern Munich   | v. Croatia, 23 tháng 3 năm 2025     |
| HV                                                                                         | William Saliba         | 24 tháng 3, 2001  | 28      | 0  | Arsenal         | v. Croatia, 23 tháng 3 năm 2025     |
| HV                                                                                         | Jonathan Clauss        | 25 tháng 9, 1992  | 14      | 2  | Nice            | v. Croatia, 23 tháng 3 năm 2025     |
| HV                                                                                         | Wesley Fofana          | 17 tháng 12, 2000 | 1       | 0  | Chelsea         | v. Israel, 14 tháng 11 năm 2024 INJ |
| HV                                                                                         | Ferland Mendy          | 8 tháng 6, 1995   | 10      | 0  | Real Madrid     | v. Ý, 6 tháng 9 năm 2024 INJ        |
|                                                                                            |                        |                   |         |    |                 |                                     |
| TV                                                                                         | Eduardo Camavinga      | 10 tháng 11, 2002 | 26      | 2  | Real Madrid     | v. Croatia, 23 tháng 3 năm 2025     |
| TV                                                                                         | N'Golo Kanté (đội phó) | 29 tháng 3, 1991  | 64      | 2  | Al-Ittihad      | v. Ý, 17 tháng 11 năm 2024          |
| TV                                                                                         | Youssouf Fofana        | 10 tháng 1, 1999  | 25      | 3  | Milan           | v. Bỉ, 14 tháng 10 năm 2024         |
|                                                                                            |                        |                   |         |    |                 |                                     |
| TĐ                                                                                         | Kingsley Coman         | 13 tháng 6, 1996  | 58      | 8  | Bayern Munich   | v. Ý, 17 tháng 11 năm 2024          |
| TĐ                                                                                         | Christopher Nkunku     | 14 tháng 11, 1997 | 14      | 1  | Chelsea         | v. Ý, 17 tháng 11 năm 2024          |
| TĐ                                                                                         | Antoine Griezmann RET  | 21 tháng 3, 1991  | 137     | 44 | Atlético Madrid | v. Bỉ, 9 tháng 9 năm 2024           |
| TĐ                                                                                         | Olivier Giroud RET     | 30 tháng 9, 1986  | 137     | 57 | Los Angeles FC  | UEFA Euro 2024                      |
| INJ Rút lui do chấn thương PRE Đội hình sơ bộ RET Chia tay đội tuyển quốc gia SUS Treo giò |                        |                   |         |    |                 |                                     |

## Kỷ lục
Tính đến 9 tháng 7 năm 2024
Cầu thủ in đậm vẫn đang thi đấu cho đội tuyển quốc gia.

### Thi đấu nhiều nhất

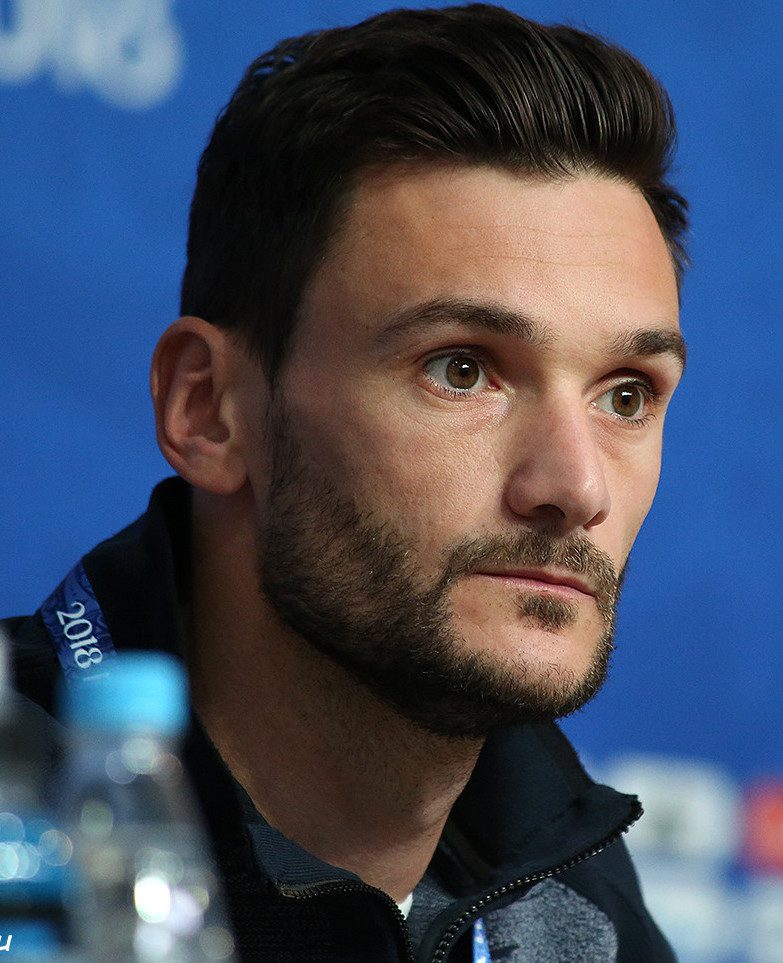
Hugo Lloris là cầu thủ khoác áo đội tuyển quốc gia nhiều nhất với 145 lần.

| #  | Cầu thủ           | Trận | Bàn | Sự nghiệp |
| -- | ----------------- | ---- | --- | --------- |
| 1  | Hugo Lloris       | 145  | 0   | 2008–2022 |
| 2  | Lilian Thuram     | 142  | 2   | 1994–2008 |
| 3  | Olivier Giroud    | 137  | 57  | 2011–2024 |
| 4  | Antoine Griezmann | 135  | 44  | 2014–     |
| 5  | Thierry Henry     | 123  | 51  | 1997–2010 |
| 6  | Marcel Desailly   | 116  | 3   | 1993–2004 |
| 7  | Zinedine Zidane   | 108  | 31  | 1994–2006 |
| 8  | Patrick Vieira    | 107  | 6   | 1997–2009 |
| 9  | Didier Deschamps  | 103  | 4   | 1989–2000 |
| 10 | Karim Benzema     | 97   | 37  | 2007–2022 |
| 10 | Laurent Blanc     | 97   | 16  | 1989–2000 |
| 10 | Bixente Lizarazu  | 97   | 2   | 1992–2004 |

### Ghi bàn nhiều nhất

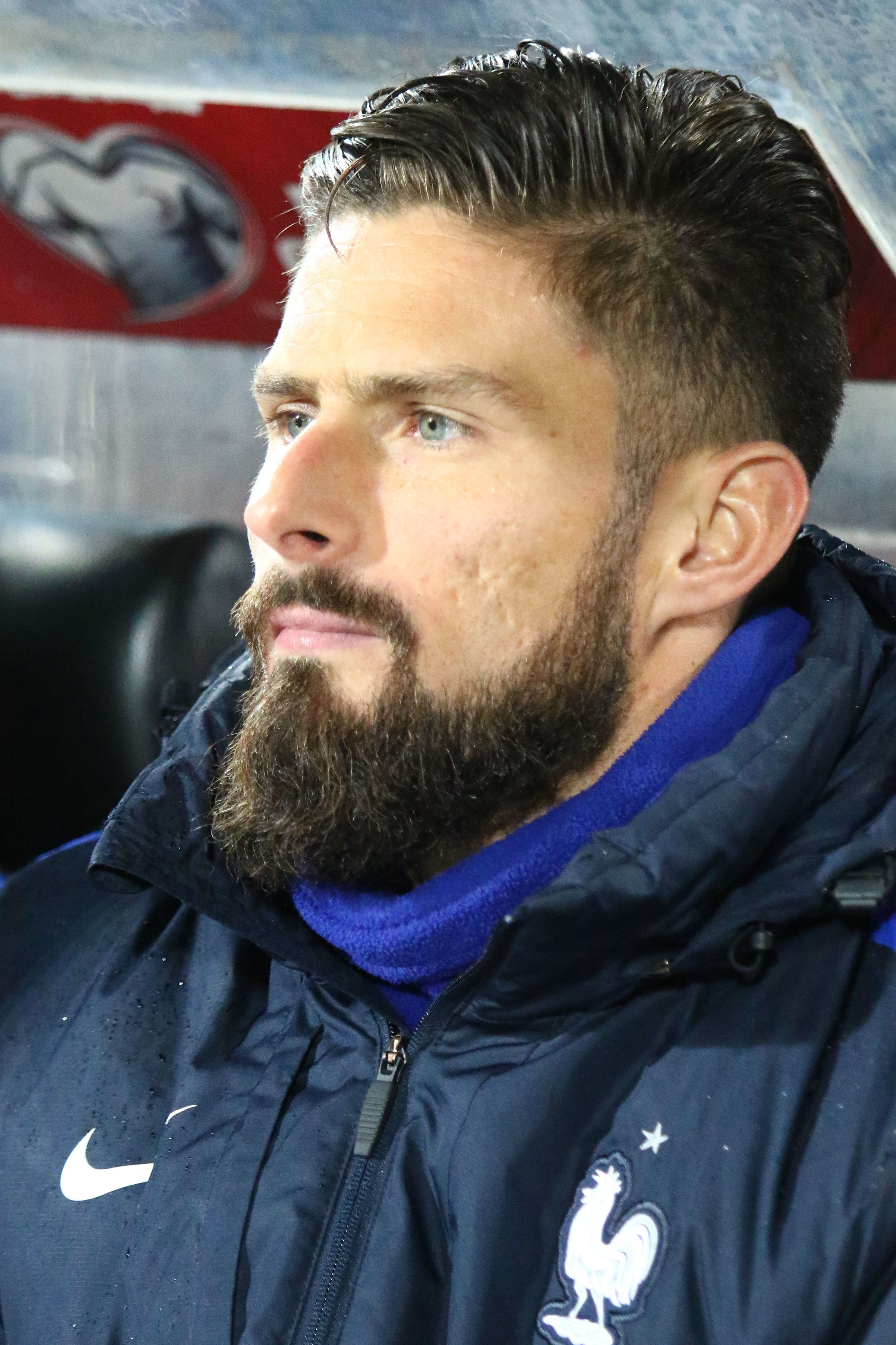
Olivier Giroud là cầu thủ ghi nhiều bàn thắng nhất cho đội tuyển quốc gia với 57 bàn thắng.

| # | Cầu thủ           | Bàn | Trận | Hiệu số | Sự nghiệp |
| - | ----------------- | --- | ---- | ------- | --------- |
| 1 | Olivier Giroud    | 57  | 137  | 0.42    | 2011–2024 |
| 2 | Thierry Henry     | 51  | 123  | 0.41    | 1997–2010 |
| 3 | Kylian Mbappé     | 48  | 84   | 0.57    | 2017–     |
| 4 | Antoine Griezmann | 44  | 135  | 0.33    | 2014–     |
| 5 | Michel Platini    | 41  | 72   | 0.57    | 1976–1987 |
| 6 | Karim Benzema     | 37  | 97   | 0.38    | 2007–2022 |
| 7 | David Trezeguet   | 34  | 71   | 0.48    | 1998–2008 |
| 8 | Zinedine Zidane   | 31  | 108  | 0.29    | 1994–2006 |
| 9 | Just Fontaine     | 30  | 21   | 1.43    | 1953–1960 |
| 9 | Jean-Pierre Papin | 30  | 54   | 0.56    | 1986–1995 |

## Huấn luyện viên
| TT        | Huấn luyện viên             | Thời gian huấn luyện | Số trận | Thắng | Hòa | Thua | Danh hiệu                                                                                      |
| --------- | --------------------------- | -------------------- | ------- | ----- | --- | ---- | ---------------------------------------------------------------------------------------------- |
| 1         | Hội đồng của FFF            | trước 1955           |         |       |     |      |                                                                                                |
| 2         | Albert Batteux              | 1955-1962            |         |       |     |      |                                                                                                |
| 3         | Henri Guérin                | 1962-1966            |         |       |     |      |                                                                                                |
| 4         | José Arribas và Jean Snella | 1966                 |         |       |     |      |                                                                                                |
| 5         | Just Fontaine               | 1967                 |         |       |     |      |                                                                                                |
| 6         | Louis Dugauguez             | 1967-1968            |         |       |     |      |                                                                                                |
| 7         | Georges Boulogne            | 1969-1973            |         |       |     |      |                                                                                                |
| 8         | Stefan Kovacs               | 1973-1975            |         |       |     |      |                                                                                                |
| 9         | Michel Hidalgo              | 1976-1984            |         |       |     |      | Vô địch Euro 1984                                                                              |
| 10        | Henri Michel                | 1984-1988            |         |       |     |      | Vô địch Intercontinental Cup 1985                                                              |
| 11        | Michel Platini              | 1988-1992            |         |       |     |      |                                                                                                |
| 12        | Gérard Houllier             | 1992-1993            |         |       |     |      |                                                                                                |
| 13        | Aimé Jacquet                | 1993-1998            |         |       |     |      | Vô địch World Cup 1998                                                                         |
| 14        | Roger Lemerre               | 1998-2002            |         |       |     |      | Vô địch Euro 2000 Vô địch Confed Cup 2001                                                      |
| 15        | Jacques Santini             | 2002-2004            |         |       |     |      | Vô địch Confed Cup 2003                                                                        |
| 16        | Raymond Domenech            | 2004-2010            |         |       |     |      | Á quân World Cup 2006                                                                          |
| 17        | Laurent Blanc               | 2010-2012            |         |       |     |      |                                                                                                |
| 18        | Didier Deschamps            | 2012-nay             |         |       |     |      | Á quân Euro 2016 Vô địch World Cup 2018 Vô địch UEFA Nations League 2021 Á quân World Cup 2022 |
| Tổng cộng |                             |                      |         |       |     |      |                                                                                                |

## Ban huấn luyện

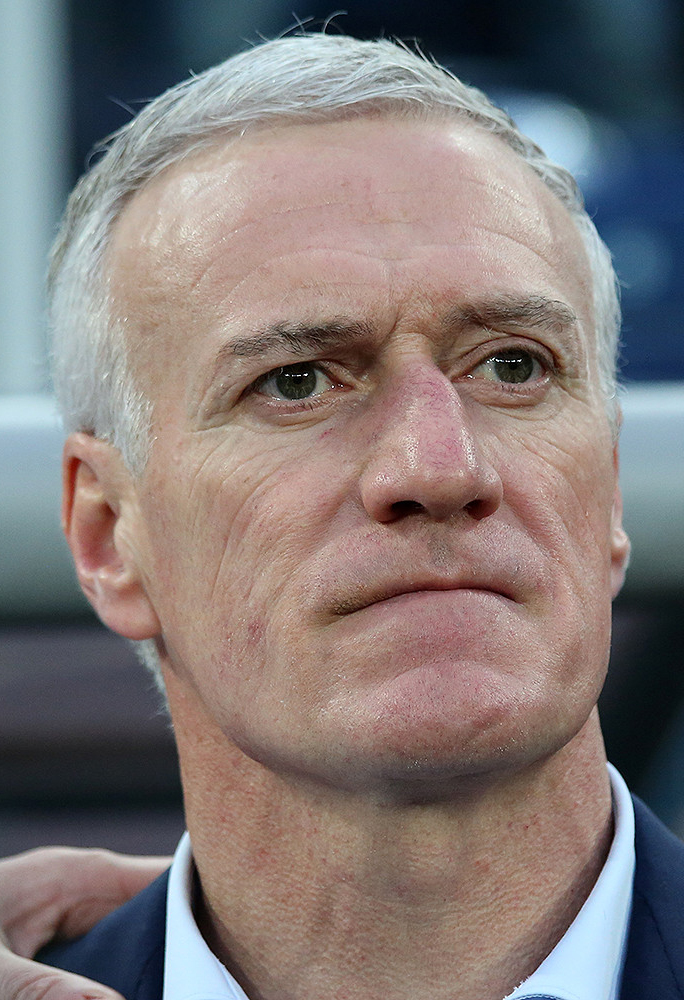
Didier Deschamps, huấn luyện viên trưởng hiện tại của đội tuyển Pháp.

Cập nhật: 1 tháng 7 năm 2015.
| Vị trí                  | Tên                 |
| ----------------------- | ------------------- |
| Huấn luyện viên trưởng  | Didier Deschamps    |
| Trợ lý huấn luyện viên  | Guy Stéphan         |
| Huấn luyện viên thủ môn | Franck Raviot       |
| Huấn luyện viên thể lực | Christophe Geoffroy |
| Bác sĩ                  | Franck Le Gall      |
| Giám đốc quản lý        | Marino Faccioli     |